# Skyharbor
Skyharbor était un groupe indien de metal progressif, originaire de New Delhi et formé en 2010.

## Histoire
Skyharbor était initialement le projet du guitariste Keshav Dhar. En octobre 2010, il est contacté par Daniel Tompkins, alors chanteur du groupe britannique Tesseract, pour une collaboration. Keshav Dhar entre également en contact avec le batteur Anup Sastry (Jeff Loomis, Intervals, Monuments), originaire du Maryland. Le bassiste Nikhil Rufus Raj complète alors la formation qui joue son premier concert en 2011 en tant que trio instrumental.
Le premier album, intitulé Blinding White Noise: Illusion and Chaos, sort le 23 avril 2012 sous le label Basick Records, avec Daniel Tompkins et Sunneith Revankar au chant. Deux titres sont marqués par la participation du guitariste de Megadeth Marty Friedman.
En 2014, Skyharbor annonce le lancement d'un financement participatif via PledgeMusic pour produire le deuxième album du groupe. La campagne réussit et Guiding Lights sort le 10 novembre 2014 sous le label Basick Records. Il est produit par Forrester Savell (Karnivool, Animals as Leaders, Dead Letter Circus). En 2015, Daniel Tompkins quitte le groupe pour rejoindre Tesseract et est remplacé par Eric Emery, originaire de Cleveland.
En 2018, Skyharbor signe chez le label Entertainment One Music. Le troisième album, intitulé Sunshine Dust, sort le 7 septembre 2018.

## Membres

### Membres actuels
- Keshav Dhar – guitare (depuis 2010)
- Devesh Dayal – guitare (depuis 2012)
- Krishna Jhaveri – basse (depuis 2013)
- Eric Emery – chant (depuis 2015)
- Anup Sastry – batterie (2011–2015 ; depuis 2019)

### Anciens membres
- Nikhil Rufus Raj – basse (2011–2013)
- Daniel Tompkins – chant (2010-2015)
- Aditya Ashok – batterie (2015–2019)

## Discographie
- 2012 : Blinding White Noise: Illusion and Chaos
- 2014 : Guiding Lights
- 2018 : Sunshine Dust